# Apterocorypha somalica
Apterocorypha somalica es una especie de mantis de la familia Thespidae.

## Distribución geográfica
Se encuentra en Somalia.